# Bernard Artophaeus
Bernard Artophaeus OFMConv (auch P. Bernard (Bernardus) Artophaeus, P. Ferdinand Bernard Artophaeus; * 1651(?) in Horažďowitz, Pilsner Kreis; † 25. März 1721 ebenda) war ein böhmischer Komponist, Musikpädagoge und Priester im Minoritenorden.

## Leben und Wirken

Horažďovice um 1760

Artophaeus trat 1671 im südböhmischen Horažďovice (Horaschdowitz) in den Orden der Minoriten ein und erhielt den Ordensnamen Bernard (lateinisch Bernardus). Nach Abschuss des Studiums am Ordensstudienhaus an der Kirche St. Joseph auf der Prager Kleinseite empfing er dort am 19. September 1676 die Priesterweihe. Anschließend kehrte er in seine Heimatstadt zurück, um bei dem Ordensmusiker Leopold Schlöhle Musik zu studieren. Nach zwei Jahren erwarb er den Titel eines „Magister musicae“ (Meister der Musik), den die Minoriten für besondere musikalische Verdienste verliehen. Im Jahr 1681 erreichte er das Baccalauréat. Zu dieser Zeit war er als Komponist bei den Minoriten bereits sehr geschätzt, und seine Werke wurden häufig in den Klöstern aufgeführt.
Von 1682 bis 1687 war Artophaeus für die Musik in der Basilika St. Jakob in Prag verantwortlich, wo auch seine älteste bekannte, jedoch nicht erhaltene Komposition, die „Missa sequere me“ entstand. 1687 wurde er zum Sekretär des Provinzkapitels ernannt, und ein Jahr später erwarb er den Abschluss eines Magister Theologiae. Er gehörte zum Führungskreis der Böhmischen Ordensprovinz der Minoriten und führte regelmäßig Visitationen in den Klöstern durch. In den folgenden Jahren war er Guardian (Klostervorsteher) in den Klöstern in Horažďovice, Prag, Český Krumlov (Böhmisch Krumau), Most (Brüx), Pardubice (Pardubitz), Mladá Boleslav (Jungbunzlau) und im schlesischen Breslau.
Ab 1691 leitete Artophaeus das Kloster in Český Krumlov (Böhmisch Krumau), wo er neben seinen Verpflichtungen als Guardian auch musikalisch sehr aktiv war. Die Minoriten in Krumlov wurden von den Fürsten Eggenberg gefördert. Artophaeus arbeitete mit Domenico di Bartoli, dem italienischen Kapellmeister der gräflichen Kapelle zusammen und konnte die Sänger und Instrumentalisten der Kapelle auch für Aufführungen seiner eigenen Werke einsetzen. Neben Geistlicher Musik, darunter Motetten, Konzerten, Offertorien und Messen, komponierte er auch Ballettmusik für Aufführungen im Schloss.
1693 wurde Artophaeus Guardian des Klosters St. Dorothea in Breslau im Fürstentum Breslau, wo er drei Jahre lang tätig war. Dort lernte er den Organisten Ivo Anton kennen, mit dem er eine fruchtbare musikalische Zusammenarbeit begann. 1699 wurde Artophaeus für drei Jahre zum Provinzial der böhmischen Ordensprovinz der Minoriten gewählt, Ivo Anton wurde sein Sekretär. Im Jahr 1700 zogen beide nach Prag in das Kloster St. Jakob, von wo aus sie die Ordensprovinz leiteten. Im Mai des folgenden Jahres nahm Artophaeus an einem Ordenskapitel in Rom teil, wo er mit bedeutenden Musikern der Minoriten zusammentraf und wertvolle Anregungen für seinen eigenen Musikunterricht erhielt. Im September desselben Jahres ehrte ihn das Minoritenkloster Glatz in der böhmischen Grafschaft Glatz mit dem Titel „Admodum Reverendus ac Eximius Pater Magister Bernardus Artophaeus, minister provincialis et commissarius generalis ac congregationis praeses“ (Sehr verehrter und hervorragender Lehrer Pater Bernardus Artophaeus, Provinzialminister, Generalkommissar und Oberer der Verreinigung). Diese Auszeichnung zeigte die hohe Wertschätzung, die Artophaeus sowohl im Orden als auch in seiner angesehenen Stellung in der Ordensprovinz und im Gesamtorden genossen hatte.

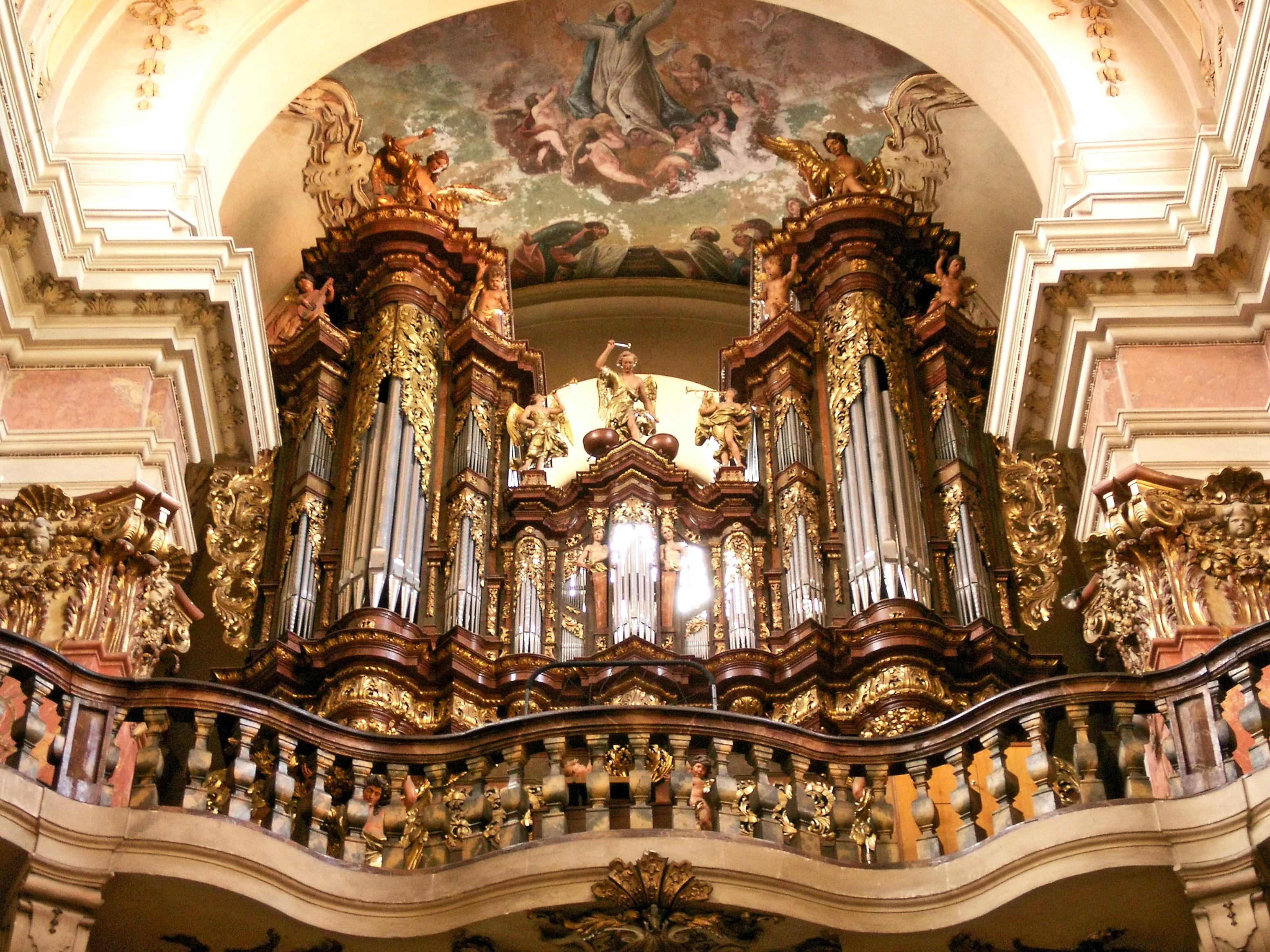
Orgel von Abraham Starck in der Basilika St. Jakob in Prag

In seiner Funktion als Provinzial hatte Artophaeus großen Einfluss auf das Prager Musikleben. U. a. organisierte er den Wiederaufbau der Orgel in der abgebrannten Kirche St. Jakob. Diese war bei dem verheerenden Brand der Prager Altstadt am 21. Juni 1689, dem sogenannten Französischen Stadtbrand – der französischen Brandstiftern angelastet wurde –, zerstört worden. Mit dem Bau der neuen Orgel beauftragte Artophaeus Abraham Starck aus Loket (Elbogen), einen der besten Orgelbauer seiner Zeit. Die zweimanuale Orgel mit 16 Registern wurde 1705 fertiggestellt. In St. Jakob lernte Artophaeus den jungen Ordensbruder und später berühmten Komponisten Bohuslav Matěj Černohorský kennen. Černohorský wurde in seiner musikalischen Entwicklung von Artophaeus stark geprägt, wahrscheinlich erhielt er bei ihm in den Jahren 1705 bis 1708 auch Kompositionsunterricht. Ivo Anton erteilte ihm Orgelunterricht.
Die letzten Jahre seines Lebens verbrachte Artophaeus im Minoritenkloster in Horažďovice, wo er auch starb.

## Werke
Das musikalische Erbe von Bernard Artophaeus umfasst vor allem Kirchenmusik, darunter Litaneien, Motetten, geistliche Konzerte, Hymnen, Messen, Offertorien und Arien. Seine Kompositionen wurden von zahlreichen Chören in Böhmen und Polen aufgeführt, insbesondere an den Orten, an denen er selbst tätig war, wie Horažďovice, Český Krumlov, Wrocław, Mladá Boleslav und Pardubice. Dank der sorgfältigen Aufzeichnungen der Minoriten sind Informationen über die Verbreitung und Aufführung seiner Werke bis heute erhalten geblieben.
Insgesamt sind 52 Werke mit seiner Signatur bekannt, neunzehn davon stammen aus Prag. Ein Großteil der Manuskripte wird heute in der Universitätsbibliothek Warschau aufbewahrt. Mit seinen Vokalwerken gehört Artophaeus zu den Komponisten des venezianisch-wienerischen Musikstils. Der italienische Einfluss ist besonders ausgeprägt in der Missa Paduana 15 vocibus, die vermutlich während eines Aufenthaltes in Padua entstand, sowie in der Vertonung des Textes O Roma felix, einem dreistimmigen Hymnus für Orgel aus dem Jahr 1705. Seine Franziskanische Messe wurde auch in kleineren böhmischen Kirchen außerhalb des Minoritenordens aufgeführt. Neben Kirchenmusik schuf er weltliche Kompositionen, wie die instrumentale Tanzsuite Applausus dedicatus a tre Bernardo Artophaeo für die gräfliche Musikkapelle in Krumlov. Von ihm stammt auch die älteste bekannte tschechische geistliche Solokomposition, Concertus de resurrectione (1691), für Solosopran, zwei Violinen, zwei Violen und Orgel.
Artophaeus' musikalisches Erbe geriet lange Zeit in Vergessenheit, bis es Anfang des 20. Jahrhunderts von dem tschechischen Musikhistoriker Emilián Trolda im Rahmen seiner Forschungen zu Bohuslav Matěj Černohorský wiederentdeckt wurde.